# Xã Lower Swatara, Quận Dauphin, Pennsylvania
Xã Lower Swatara (tiếng Anh: Lower Swatara Township) là một xã thuộc quận Dauphin, tiểu bang Pennsylvania, Hoa Kỳ. Năm 2010, dân số của xã này là 8.268 người.